# 鹿野内太一
鹿野内 太一（かのうち たいち、1992年9月26日 - ）は、日本の写真家。北海道伊達市出身。
プロフォトグラファー/ビデオグラファー/ベルエポック専門学校講師/アーティスト

## 人物
18歳でイギリス、オーストラリアへ留学

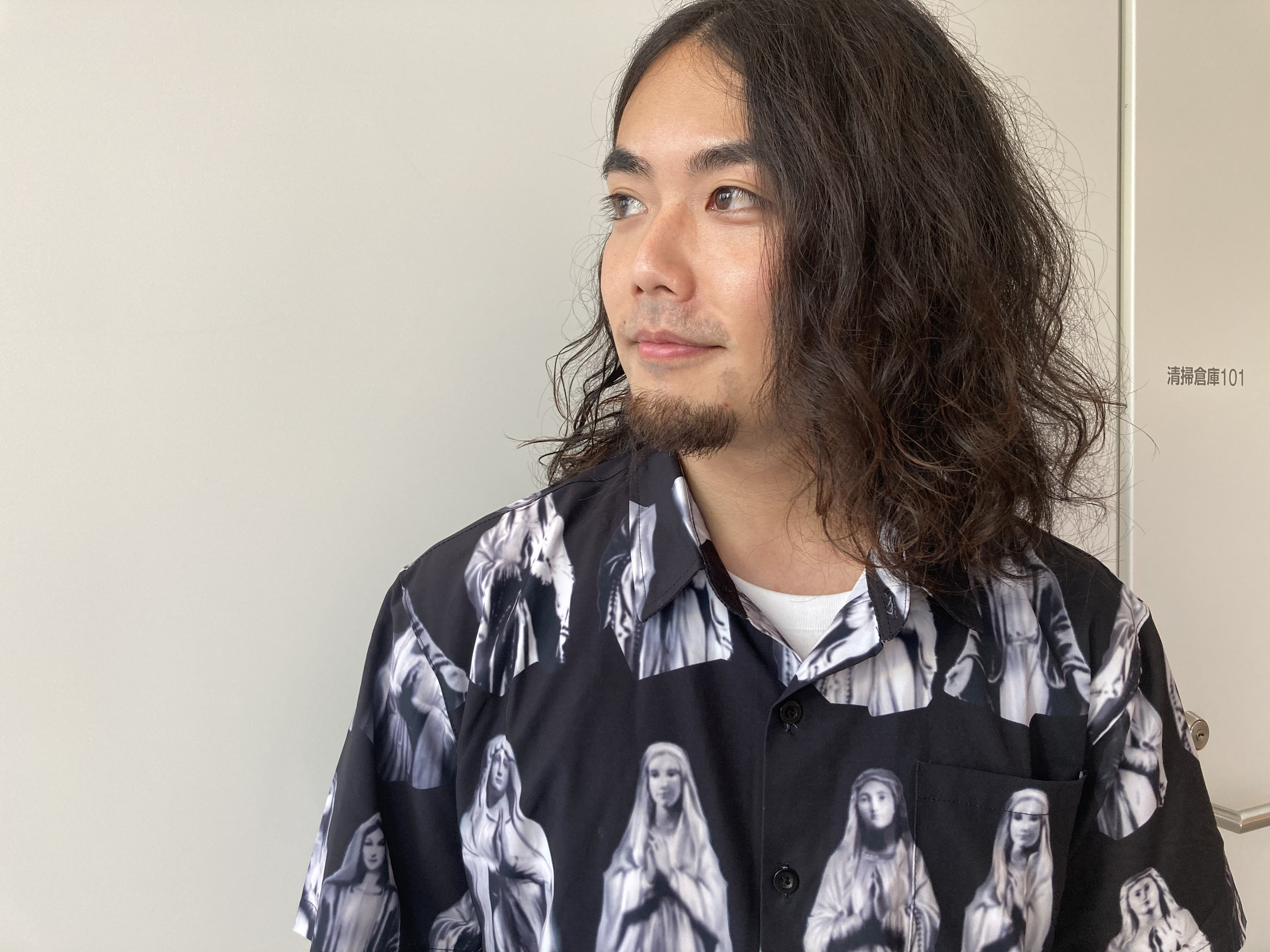

カメラマンという職に可能性を感じ、20歳で帰国後アーティストとして本格的に始動。
自信が社会に対する想いをアートと融合させて見る人が日常に視点変化を起こす作品を生み出すクリエイターとして活動している。
他にも
- 札幌ベルエポック製菓調理ウェディング専門学校　専属カメラマン

- ウェディング科、カフェ科にてフォト＆ムービー講師

- CM撮影

- プロモーションムービー制作

- ミュージックビデオ撮影＆ディレクション　など

幅広い活躍をしている。

## 展示活動
- 2019 1月   「未だ咲かず展」(写真展)
- 2019 5月　「CHANGING」(写真展)
- 2019 9月　「individual color」(写真展)
- 2019 9月　「Whiterunway」(写真展示及びファッションショーオープニング映像担当)
- 2020 8月 　「見えなくても見える写真展」（アート展）